# Linia kolejowa nr 363
Linia kolejowa nr 363 – jednotorowa, niezelektryfikowana linia kolejowa znaczenia miejscowego łącząca stację Międzychód ze stacją Skwierzyna.
Pierwotnie linia zaczynała się na stacji Rokietnica i miała długość 92,635 km.

## Historia
W 1887 roku został otwarty odcinek Międzychód – Wierzbno, w 1888 Rokietnica – Międzychód, a w 1906 Wierzbno – Skwierzyna. W 1995 roku zawieszono kursowanie pociągów pasażerskich na trasie Międzychód – Skwierzyna, a w październiku 1999 roku na odcinku Rokietnica – Międzychód. W 2002 roku zamknięto dla ruchu towarowego trasę Rokietnica – Międzychód, która jest obecnie nieprzejezdna i w 2006 roku została usunięta z ewidencji PKP PLK. W 2023 roku sezonowe kursowanie pociągów pasażerskich zostało przywrócone na odcinku Wierzbno – Skwierzyna.
9 listopada 2021 podpisano porozumienie w sprawie projektu rewitalizacji linii nr 363 Poznań – Gorzów w ramach Programu Uzupełniania Lokalnej i Regionalnej Infrastruktury Kolejowej – Kolej+ do 2028 roku.
3 stycznia 2023 poinformowano o rozpoczęciu przez zarządcę infrastruktury procedury likwidacji linii kolejowej nr 363 na odcinku Rokietnica-Międzychód "z uwagi na liczne kradzieże, akty dewastacji oraz stan techniczny torowiska". Mimo wniesienia protestu przez wicemarszałka województwa wielkopolskiego oraz starostę powiatu międzychodzkiego, wojewoda wielkopolski wydał decyzję o wszczęciu procedury administracyjnej mającej na celu przeprowadzenie fizycznej rozbiórki linii.

## Galeria

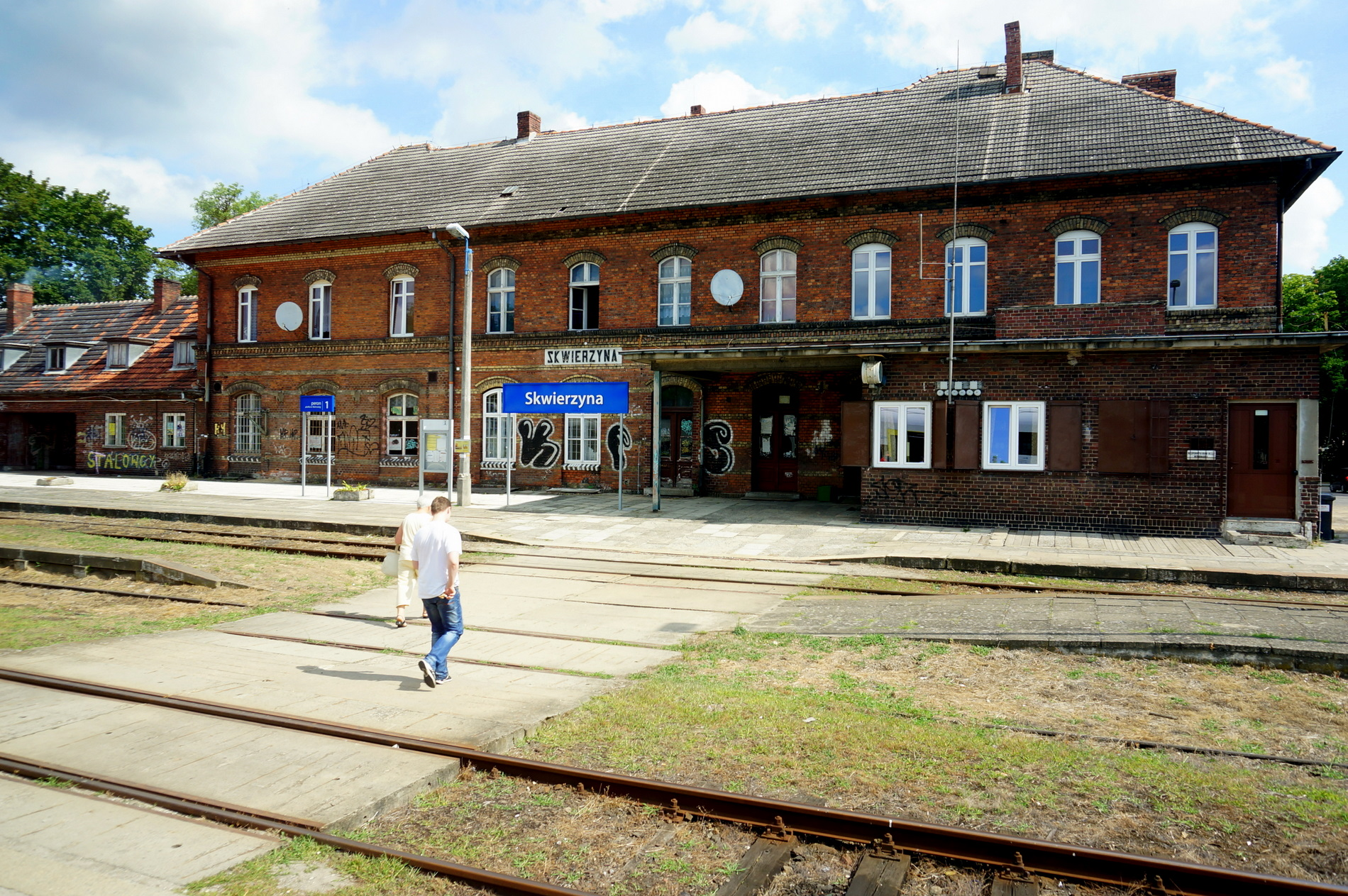
Skwierzyna
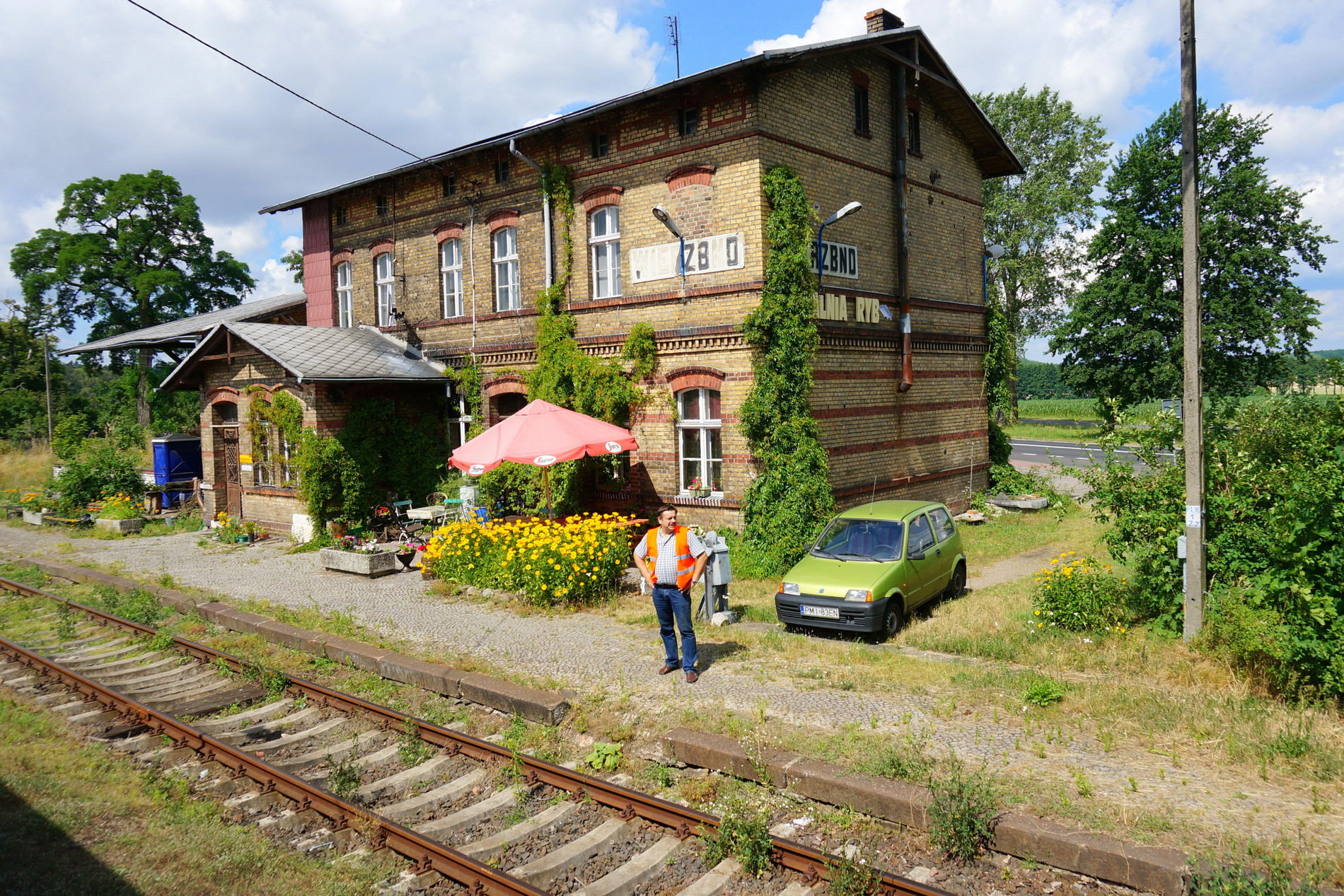
Wierzbno
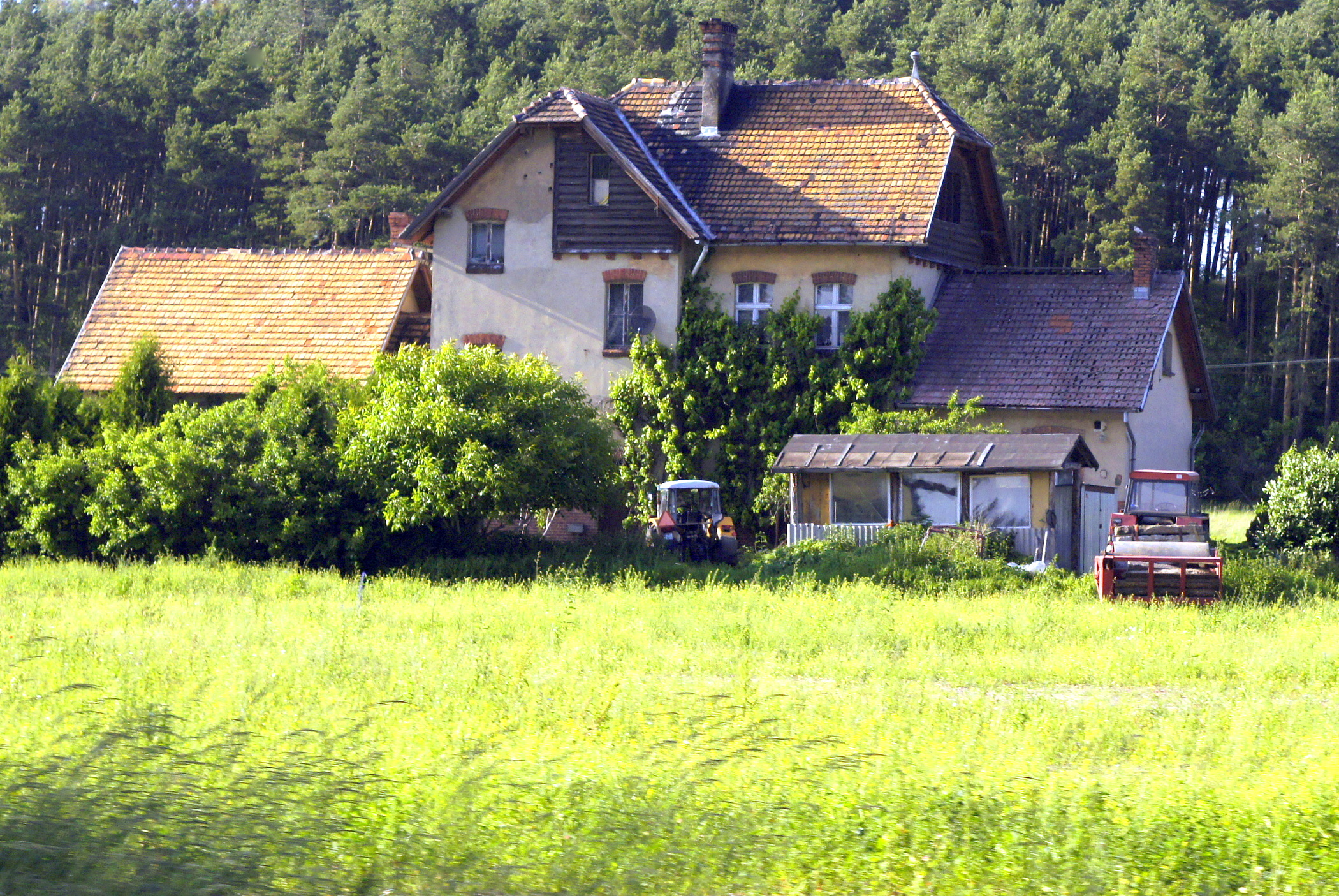
Goraj